# Dasyspora gregaria
Dasyspora gregaria är en svampart som först beskrevs av Kunze, och fick sitt nu gällande namn av Henn. 1896. Dasyspora gregaria ingår i släktet Dasyspora och familjen Uropyxidaceae.   Inga underarter finns listade i Catalogue of Life.